# Aderhusen
Aderhusen ist ein landwirtschaftliches Gut in Ostfriesland.
Aderhusen zählt zur Gemeinde Dornum und liegt 1,5 Kilometer südwestlich des Ortsteils Nesse, zu dem es gehört. Das Anwesen wird erstmals 1552 genannt. Der Name wird als Zusammensetzung des Rufnamens Ada oder Ade mit Haus gedeutet.